# 上海市南洋模范中学
31°12′11″N 121°25′57″E / 31.20306°N 121.43250°E
上海市南洋模范中学（简称南模）是最早由中国人自己创办的新式学堂之一，创建于1901年，其前身是南洋公学（今西安交通大学和上海交通大学前身）附属小学，为中国“公立小学之始”。1927年前附属于大学，1927年改为私立南洋模范中小学，1938年迁入天平路200号。2009年9月，搬迁至零陵路453号。
学校特色包括篮球、交响乐团、美育、环保、国防、社团等。现学校为上海市实验性、示范性高中，也是参加上海市六校联考的上海市六所高中之一。

## 历史

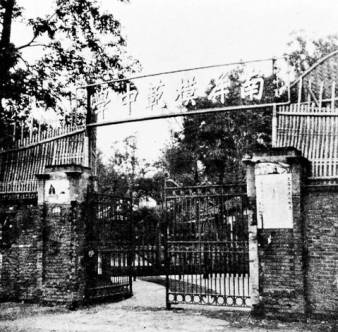
早期的南洋模范中学

1896年（清光绪二十二年），上海南洋公学创立于上海，创办者是清末办理洋务新政的盛宣怀。他于1898年（清光绪二十四年）在上书朝廷的《筹集商捐开办南洋公学折》说：
|  | 即于上年二月间，考选成材之士四十名，先设师范院一学堂。……复仿日本师范学校有附属小学校之法，别选年十岁内外至十七八岁止聪颖幼童一百二十名，设一外院学堂，令师范生分班教之。 |

依此计划，南洋公学附属小学于1901年（清光绪二十七年）阴历二月初一成立，当时称为“下院”（“上院”、“中院”分别相当于大学和中学）。最初为二个班共72人，据说来自孔子七十二贤。
南洋附小在当时是国人自办小学中较早的一个。学校最初的课程仿效了西洋和东洋而设，由于当时的校长林康侯、沈叔逵去过日本留学考察，许多方面都模仿了日本。
1927年，国民政府交通部下令停办中小学，于是学校脱离大学独立，改为私立南洋模范中小学，1938年迁入天平路200号。
1950年4月，中共中央主席毛泽东应学校高一学生请求，为学生壁报题字“青锋”，意为“青年先锋”。1956年改为公立并曾改名为七一中学，1958年恢复原先的名称。1959年，学校被列为上海市重点中学。后根据国家的布局调整，学校变为全日制高级中学。2001年8月，时任中共中央总书记、中华人民共和国主席江泽民为百年南模寄语“四个模范”。

## 校区
学校原有“天平”（本部）、“天钥”（南校区）两个校区，占地总面积为37亩，校舍总面积近2.5万平方米，绿地总面积近5千平方米。其中包括了较好的教育设施，有200米跑道的田径场、文艺、体育、办公综合楼、设备较先进的网络教室、实验室、专用教室等。
2009年，学校本部迁往零陵路453号。占地面积52亩，比原天平路校区扩大了一倍，加上原有的天钥桥路校区的12亩，总计64亩。校园绿化率达到25%以上。

### 本部（零陵路）

#### 基本信息
- 地址： 中华人民共和国上海市徐汇区零陵路453号
- 邮编：200032
- 电话：021-34690246
- 传真：62826734
- 地铁：轨道交通四号线/七号线东安路站
- 公交：49、50、733、932、111等；

#### 校区建筑
南洋模范中学零陵路校区共有5幢主要建筑，并有2块篮球场，1座足球场，1座地下停车库及1座地下自行车库。
- 敬信楼

敬信楼为南模中学零陵路校区最主要的教学建筑，楼内主要为教室，实验室，教师办公室及学生活动空间。本部高一，高二年级以及境外部高一，高二，高三年级的教室均坐落于敬信楼中。敬信楼分为东、西两部分，东部建筑共有六层，西部建筑共有五层，中间由连廊连接。敬信楼在东部建筑配有一部小型电梯，仅供教师及工作人员使用；西部建筑下设有地下自行车库。
- 红楼

红楼为学校行政楼，共三层，校领导及主要部门的办公室都设在楼中，另外红楼中还有规格不一的诸多会议室。
- 同一楼

同一楼共5层，与零陵路校区其它建筑不同，同一楼由原址的老建筑改建而成。一层为教师餐厅，2至3层为学生餐厅，4层为美术室、音乐室等活动空间，5楼则暂未利用。
- 叔逵楼

叔逵楼是零陵校区体量最大的建筑，主层数为4层并有多处夹层。其拥有两个半地下篮球场，其中一个配有看台等设施，并在此举办过多场市、区级篮球比赛。叔逵楼还建有一座能容纳500～600人的音乐厅，并配有专业舞台灯光音响设备。叔逵楼其它楼层空间设有图书馆、电子阅览室、体操房、乒乓房等设施。
- 勤俭楼

勤俭楼功能为住校学生宿舍，共5层，并配有1部电梯。学生宿舍男女分开，每间6人，房内配有空调，且在每一层公共区域都有卫生间、淋浴室以及冰箱和洗衣机。

### 南校区（天钥桥路）

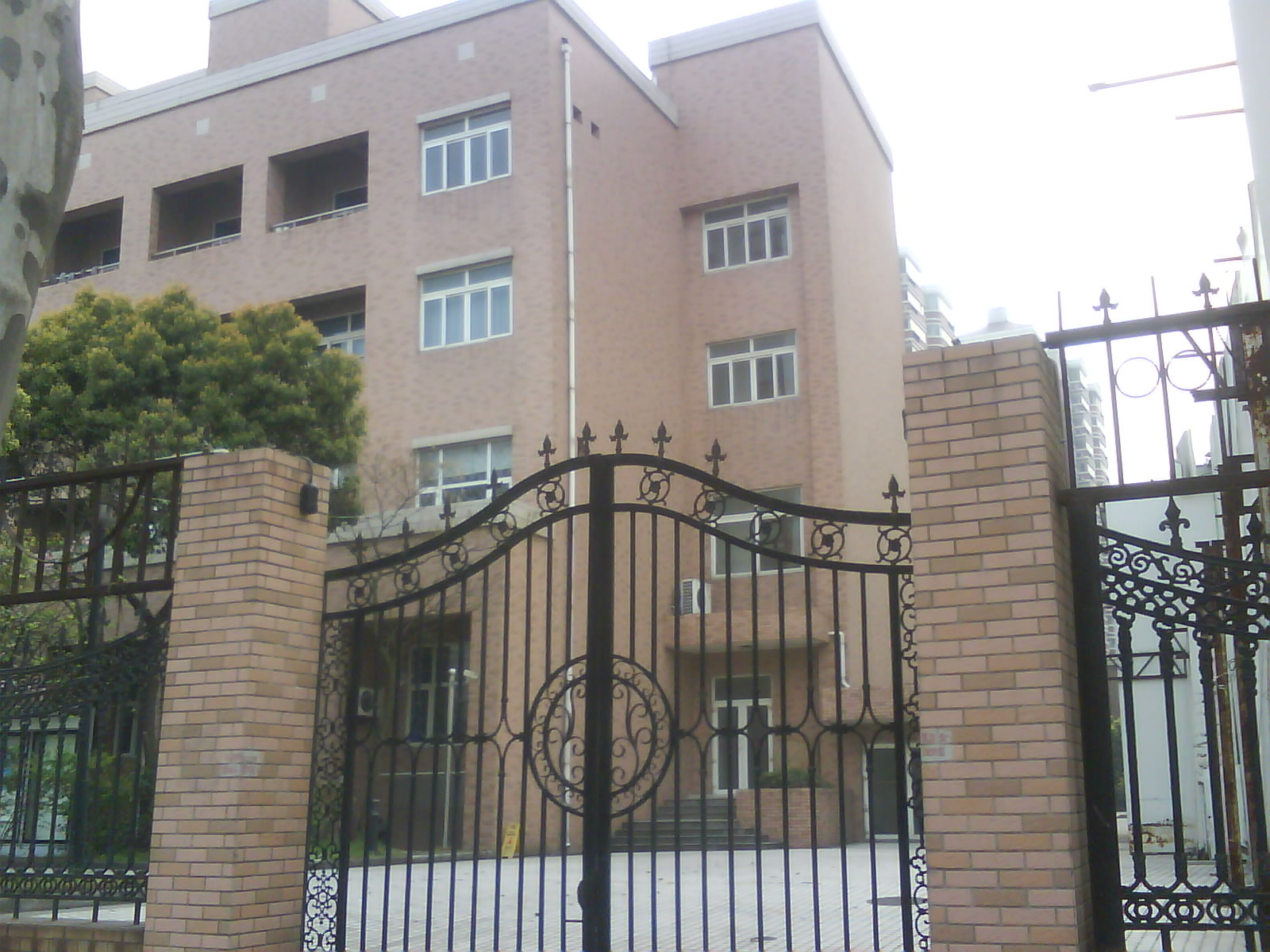
南模中学天钥桥路南校区

#### 基本信息
天钥桥路校区是南模中学的南校区，实际称为“上海民办南模中学”，供民办初中及国际部学生使用
- 地址： 中华人民共和国上海市徐汇区天钥桥路1118号
- 邮编：200030
- 电话：021-64560292
- 传真：54104587
- 公交：733、56、178大站车、932、770等；

#### 校区建筑
有一栋教学楼，平面形状类似于“凹”字；有一座室外足球场；跑道环绕着两块室外篮球场；教学楼内部有一个室内篮球场、乒乓球房、羽毛球厅（实为多功能厅，可用作大礼堂，有大屏幕、舞台及演讲台，一般称“315”，因其位于3楼第15间而得名）。

## 传统
- 办学传统：爱国荣校、勤俭求实、发展个性、健全人格，着眼于学生的整体素质的提高。
- 校训：勤、俭、敬、信。
- 四个模范：求知的模范、生活的模范、爱国的模范、进取的模范
- 校风（四实）：学业扎实、生活朴实、工作踏实、身体结实。
- 办学特色：创设宽松环境，注重个性发展，践行人格教育。
- 教风：严慈、严明、严格、严谨。
- 学风：求真、求实、求精、求新。

## 特色

### 篮球

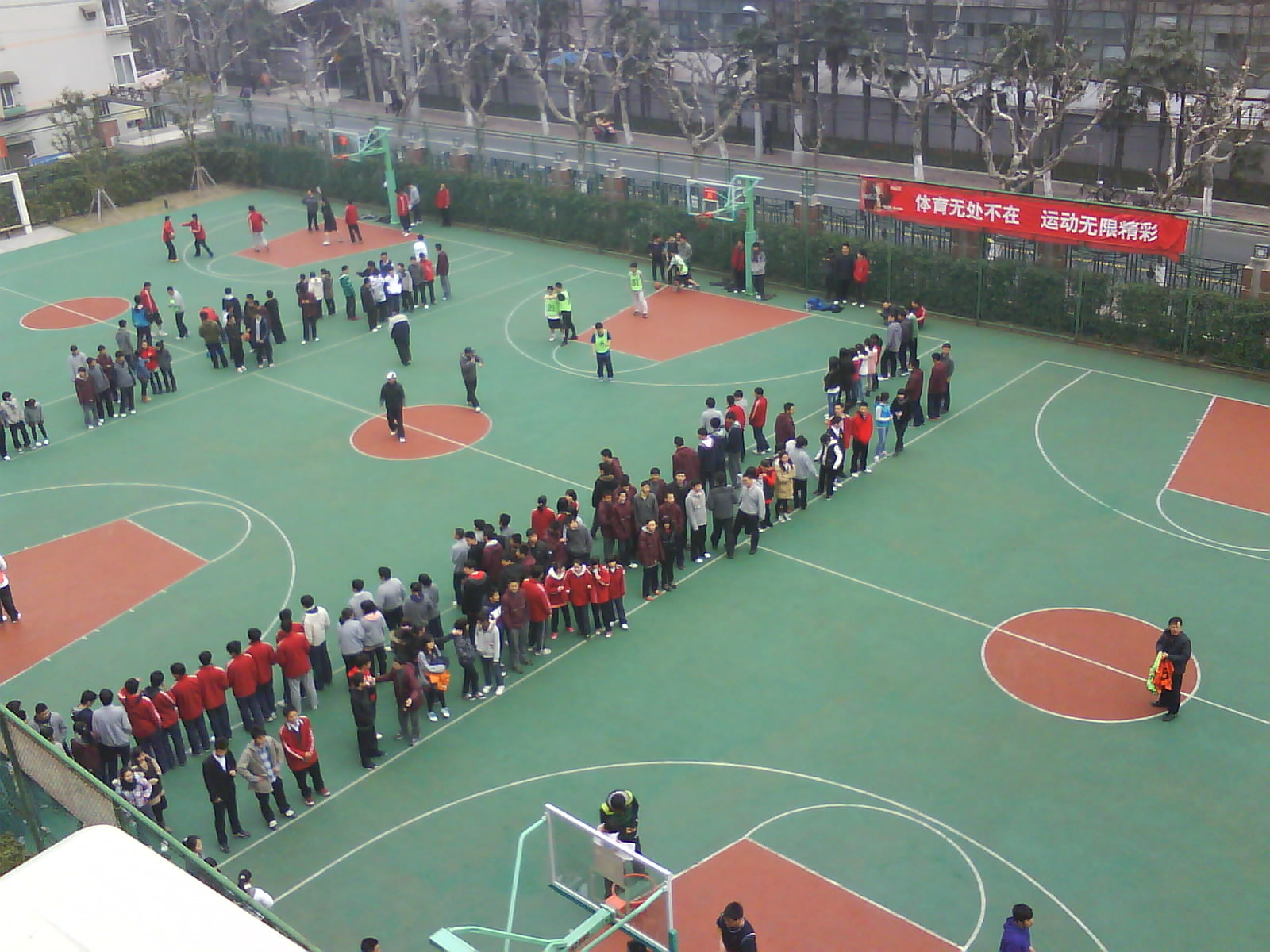
校内举行的一年一度的南模杯篮球比赛

1923年，学校就得到过上海市中学生锦标赛冠军。至今为止，学校已得到70多项上海市冠军、5次取得全国篮球比赛冠军，还培养出了原中国男篮队长张大维、原中国女篮队长朱锦云等优秀运动员。

### 交响乐团
学校交响乐团从1992年8月起成立，目前已有100多人。2006年，交响乐团赴维也纳参加第三十五届维也纳国际音乐节管弦乐比赛，获得金奖第一名。

## 境外部
南洋模范中学境外部于2008年9月正式创建，共提供中文汉语系列和英文BC系列两种课程：
- OC汉语课程：主要招收高一、高二、高三港澳台学生及外国留学生, 课程采用中国教育部部编高中沪教版和人教版组合课程。施行小班化上课，每班不超过30人，由南模中学优秀教师中文授课，学生将参加港澳台联合考试和中国大学自主举办的外国留学生招生考试。自2018年起不再招收新生（即2020届为最后一届）。

- 加拿大BC课程：加拿大BC省(British Columbia不列颠哥伦比亚）海外高中课程项目学制三年，所有学生在BC省教育部注册学籍。学生所接受的教育处于BC省教育部严格的质量监控体系之内。所有加拿大课程采用BC省教育部规定的原版教材并由加拿大校长负责BC课程的教学管理。所有课程由BC省教育部选派具有加拿大教师资质、富有经验的优秀外籍教师全英语授课。参加BC课程的学生须统一参加加拿大BC省统考，由BC省教育部负责阅卷评分。学生毕业时经考核合格后，可获得加拿大BC省教育部颁发的毕业证书，该文凭国际认可。毕业生凭借高中文凭及学分可以直接申请就读加拿大和英国、美国、澳洲等英语国家高等学校。[7]

## 历任校长
学校至今已历经11任校长，分别为：
- 吴敬恒（1901年）[3][4]
- 陈懋治（1901年－1904年）
- 林康侯（1904年－1911年）
- 沈叔逵（1911年－1927年）
- 沈同一（1927年－1966年）
- 朱家泽（1978年－1979年）
- 赵宪初（1979年－1984年）
- 袁义沛（1989年－1990年）
- 张茂昌（1990年－2000年）
- 钱耀邦（2001年－2005年）
- 高屹（2005年－2019年，自2019学年起担任南校区上海民办南模中学校长）[9]
- 李啸瑜（2019年至今）[1]

## 历任校董（1927年－1949年）
1927年南洋大学附属中小学独立，成立私立南洋模范中小学。同年8月11日成立校董会，虞洽卿任董事长，钱永铭任副董事长。此后校董名单续有变动，据记载，到抗战结束为止，共有43人曾任校董。抗战结束后，由钱永铭任董事长，吴开先任副董事长。之后的其他校董因无书面资料已不可考。
- 名誉校董：蒋介石、邵力子[11]
- 校董：虞洽卿、钱永铭、章宗元、符鼎升、叶颂清、郭外峰、林康侯、徐佩璜、张世鎏、张廷金、余朴、徐佩琨、王绳善、黄惠平、章臣桐、朱庭祺、徐维震、徐振飞、王克仁、沈叔逵、许湛儒、夏孙鹏、张孝安、王永礼、徐恩曾、张延祥、江宣甫、吴在章、孙科、张嘉璈、胡孟嘉、冯诵青、秦祖泽、刘鸿生、支秉渊、杨锡镠、袁丕烈、李承翼、徐名材、胡端行、徐恩弟、柴福沅、邵禹襄

## 知名校友
一百年来，从学校毕业的近4万名学生的足迹遍布中国各地和海内外，其中有40余名中国科学院和中国工程院院士、大学校长、世界冠军、驻外大使、军队将领、烈士（陈虞钦、方能济、赵有国）、学生地下党员（夏启龙等130名）等。
其中知名校友包括：

### 企业界
- 虞顺懋（1915届）：实业家、金融家，虞洽卿之子
- 殷之浩（1929届）：台湾企业家，大陆工程公司董事长、宏碁公司名誉董事长
- 魏宗铎（1934届）：金融家，原台湾中国国际商业银行董事长
- 盛毓度（1934届）：旅日华侨，企业家，东京留园株式会社社长，盛宣怀之孙
- 单声（1947届）：旅欧著名商人、侨领，全英华人华侨中国统一促进会会长
- 张忠谋（1948届）：台湾企业家，台积电董事长，被称为“台湾半导体教父”
- 龚如心（1954届）：香港企业家，生前曾任南洋模范中学校友会香港分会名誉会长
- 曹其镛（1956届）：香港企业家，香港永新企业有限公司副董事长，曹光彪之子
- 荣智健（1959届）：香港企业家，中信泰富前主席，原国家副主席荣毅仁之子
- 陈小津（1963届）：中国船舶工业集团公司总经理，陈丕显之子
- 陈飞龙[14]：台湾企业家，南侨集团会长，曾任中华民国立法委员
- 陈云薇（1987届）：创富融资租赁创始人、董事长，原日新租赁（现恒信金融租赁）董事长
- 江志成（2004届）：博裕投资顾问有限公司董事[15]，江泽民长孙
- 季卫东：全明星投资基金创始合伙人，原摩根士丹利（亚洲）董事总经理

### 军政界
- 徐谟（1908届）：政治学家、法学家，原国际法院法官、中华民国驻外大使
- 沈应时（1909届）：黄埔军校奠基人之一
- 叶公超（1916届）：原中华民国外交部部长、中华民国驻美大使、总统府资政
- 费骅（1927届）：原中华民国财政部部长
- 顾德欢（1927届）：原浙江省副省长，中国科学院电子学研究所首任所长
- 周建南（1934届）：原中华人民共和国机械工业部部长
- 张良起（1941届）：原国防科技大学校长，少将军衔
- 何康（1942届）：原中华人民共和国农业部部长
- 辜严倬云（1944届）：中华民国总统府资政、妇联会主委，原海基会董事长辜振甫之妻
- 徐惟诚（1947届）：原中宣部常务副部长，中国大百科全书出版社总编辑
- 李瑞迁（1947届）：原中国人民解放军空军工程学院院长，空军少将军衔
- 徐乐义（1947届）：原安徽省委副书记、省政协副主席
- 李道豫（1949届）：原中国驻美国大使、中国常驻联合国代表
- 鲍彤（1949届）：原中共中央总书记赵紫阳政治秘书
- 李仁杰（1949届）：原上海市长宁区区委书记
- 马庆雄（1950届）：原国家广播电影电视部副部长
- 戚本禹（1950届）：原中央文革小组成员、《红旗》杂志副总编辑、中共中央办公厅代主任
- 徐景贤（1951届）：原上海市革命委员会副主任、上海市委书记
- 董建华[16]：全国政协副主席，原香港特别行政区行政长官
- 李龙城（1956届）：原山西省政协副主席
- 陈昊苏（1959届）：中国人民对外友好协会会长，陈毅元帅之子
- 龚心瀚（1959届）：原中宣部常务副部长
- 汪光焘（1960届）：原中华人民共和国建设部部长
- 干以胜（1964届）：中央纪律检查委员会副书记
- 李源潮（1966届）：中华人民共和国副主席，中共中央政治局委员，校友高建进的丈夫

### 科技界
- 胡明复（1903届）：中国第一位数学博士，中国科学社创始人之一
- 胡刚复（1903届）：中国近代物理学奠基人之一
- 周厚坤（1903届）：中文打字机之父，美国首位航空工程硕士毕业生
- 戴芳澜（1906届）：植物病理学家、真菌学家，中央研究院院士、中国科学院院士
- 傅焕光（1909届）：林学家，中国水土保持事业的创始人之一
- 李熙谋（1910届）：电机专家，原台湾省立博物馆馆长、国立交通大学校长
- 朱庭祜（1912届）：中国第一代地质学家，中国地质学会创始会员
- 诸福棠（1913届）：中国现代儿科学的奠基人，中国科学院院士
- 钟兆琳（1918届）：研制首台国产交流发电机，电动机和电气仪表，江泽民的老师，原交通大学电机系教授和系主任
- 朱麟五（1918届）：热力工程专家，原交通大学工程物理系主任、船舶动力系主任
- 顾毓瑔（1919届）：纺织机械制造专家，原国民政府中央工业试验所所长，民革中央监察委员会副主席、全国政协委员
- 卢宗澄（1922届）：无线电通信工程专家, 原上海国际电台负责人，原邮电部邮电科学研究院院长
- 童大埙（1923届）：铁道工程专家，中国“铁道工程”学科的开拓者之一
- 施彬（1926届）：无线电电子工程专家,无线电通信,铁路信号,江泽民的老师,原交通大学教授; 船舶雷逹定位,鱼群探测,原水产学院教授
- 张光斗（1927届）：水利水电工程专家，中国科学院、中国工程院院士，目前为南洋模范中学校友会名誉会长
- 胡世华（1927届）：数理逻辑学家，中国科学院院士
- 黄席椿（1933届）：电磁场理论与技术专家，中国瞬态电磁场与对流层电磁波研究的开创者
- 冯先霈（1934届）：铁路工务工程专家，中国铁路重型钢轨的开拓者
- 冯纪忠（1935届）：建筑学家，中国城市规划专业的创始人
- 郭敦仁（1935届）：物理学家，北京大学教授，桥牌“大方片叫牌法”的发明者
- 胡汉泉（1936届）：真空电子专家，中国微波真空电子器件的主要开拓者之一
- 李志方（1936届）：化学纤维专家，中国化纤工程设计的奠基人之一
- 李天和（1939届）：华裔电工科学家，麻省理工学院教授，美国国家工程院院士，中国工程院外籍院士
- 胡旭初（1940届）：生理学家，原中国科学院上海生理研究所副所长
- 庄逢甘（1942届）：空气动力学家，中国科学院院士、国际宇航科学院院士
- 唐念慈（1942届）：岩土工程专家，中国桩基动力学的创始人
- 蒋士騛（1942届）：计算机专家，原中国科学院沈阳计算技术研究所所长
- 窦祖烈（1943届）：计算机专家，中央研究院院士
- 杨安慈（1943届）：机构学专家，原加州大学戴维斯分校教授
- 徐晓白（1944届）：化学家，中国科学院院士
- 李道增（1944届初中）[17]：建筑学家，中国工程院院士，清华大学建筑学院首任院长
- 袁哲俊：精密加工专家，原哈尔滨工业大学教授
- 何祚庥（1945届）：物理学家、哲学家，中国科学院院士
- 葛守仁（1945届）：原伯克利加州大学工学院院长，美国国家工程院院士，中央研究院院士，中国科学院外籍院士
- 李家镐（1945届）：原上海工程技术大学校长，中欧国际工商学院首任院长
- 田长焯（1945届）：航空专家，原美国波音公司首席设计师
- 杨福愉（1946届）：生物化学家，中国科学院院士
- 徐大雄（1946届）：物理学家，北京邮电大学世纪学院名誉院长，吉尔吉斯斯坦国家科学院外籍院士
- 陈怀瑾（1946届）：火箭技术专家，原航天工业部总工程师、国际宇航联副主席，国际宇航科学院院士
- 尤子平（1946届）：舰船工程专家，原中国舰船研究院副院长，中国核潜艇的主要开拓者与设计者之一
- 朱永（1947届）：核化学专家，中国工程院院士
- 顾诵芬（1947届）：飞机设计师，中国科学院、中国工程院院士，“歼8之父”
- 吴承康（1947届）：高温气体力学家，中国科学院院士
- 华彤文（1947届）：化学教育家，北京大学教授
- 许庆瑞（1947届）：管理学家，中国工程院院士
- 邱大洪（1947届）：近海工程学家，中国科学院院士
- 郑绪云（1947届）：华裔摩擦学专家，美国国家工程院院士
- 薛景瑄（1947届）：高能物理学家，中国科学院高能物理研究所研究员
- 顾慰连（1948届）：农学家，原沈阳农业大学校长，顾毓琇之子
- 唐孝威（1949届）：物理学家，氢弹、原子弹功臣，中国科学院院士
- 潘君骅（1949届）：天文光学专家，中国工程院院士
- 吴锡九（1949届）：微电子学专家，美中绿色能源促进会主席，惠普中国（HP China）奠基人，吴士槐之子
- 杨再元（1949届）：计算机工程学家，电气电子工程师学会会士
- 安继刚（小学部）：核技术及应用专家，中国工程院院士
- 何毓琦（1950届）：华裔控制论专家，哈佛大学教授，美国工程院院士，中国科学院、中国工程院外籍院士
- 倪维斗（1950届）：机械工程专家，中国科学院院士
- 阮雪榆（1950届）：压力加工专家，中国工程院院士
- 徐仲榆（1950届）：材料学家，原湖南大学副校长、长沙大学名誉校长
- 吴自勤（1950届）：电子显微学专家，原中国科学技术大学教授
- 汪松：动物学家，中国科学院动物研究所研究员、国际生物科学联合会中国委员会主席
- 陈俊亮（1951届）：通信与电子系统专家，中国科学院、中国工程院院士
- 沈祖炎（1951届）：钢结构专家，中国工程院院士
- 谢友柏（1951届）：摩擦学专家，中国工程院院士
- 章继高（1951届）：电接触专家，中国电接触学科的开拓者之一
- 戴尅戎（1952届）：生物力学专家，中国工程院院士
- 王迅（1952届）：物理学家，中国科学院院士
- 曹春晓（1952届）：材料科学家，中国科学院院士，中国钛金合研究的创始人之一
- 陈君石（1952届）：营养与食品安全专家，中国工程院院士
- 钟万勰（1952届）：计算力学家，中国科学院院士
- 葛修润（1952届）：岩土力学专家，中国工程院院士
- 袁权（1952届）：化学工程学家，中国科学院院士
- 沈元壤（1952届）：华裔物理学家，美国国家科学院院士，中央研究院院士，中国科学院外籍院士
- 蔡生民（1952届）：电化学专家，北京大学化学系教授
- 林金（1952届）：中国航天工程咨询中心首席科学家，国际宇航科学院院士
- 葛昌纯（1952届）：粉末冶金和先进陶瓷专家，中国科学院院士
- 沈镇宙（1952届）：肿瘤外科专家，复旦大学附属肿瘤医院外科名誉主任、上海市乳腺癌临床医学中心首席专家
- 管梅谷（1952届）：数学家，原山东师范大学校长、复旦大学运筹学系主任[18]
- 费麟（1953届）：建筑师，中元国际工程设计研究院总建筑师，清华大学教授
- 项坤三（1953届）：医学家，中国工程院院士
- 乐卫松（1953届）：原上海航空工业学校校长
- 徐芑南（1953届）：中国船舶科学研究中心副总工程师，蛟龙号总设计师
- 王选（1954届）：计算机专家、汉字激光照排系统创始人，中国科学院、中国工程院院士，原全国政协副主席
- 张恭庆（1954届）：数学家，中国科学院院士，第三世界科学院院士
- 丁士昭（1955届）：工程管理专家，同济大学工程管理研究所名誉所长，英国皇家特许资深建造师
- 杨士勤（1956届）：原哈尔滨工业大学校长
- 钱秋珊（1956届）：原哈尔滨船舶工程学院（现哈尔滨工程大学）院长、上海船舶工业公司党委书记
- 王一飞（1957届）：组织胚胎学家，原上海第二医科大学校长
- 宋宝韫（1957届）：原大连铁道学院副院长，中国连续挤压技术的奠基人之一
- 邢同和（1957届）：建筑师，上海现代建筑设计集团总建筑师，上海世博会建筑设计研究中心主任
- 王生洪（1959届）：原复旦大学校长
- 翁祖泽（1959届）：原湖南大学校长
- 王震西（1959届）：磁性及非晶态材料专家，中国工程院院士
- 施方（1966届初中）：航電工程微電子専家,原波音院士,三十餘项美国専利,電气電子工程师學会终身会员
- 袁洁（1982届）：航天专家，中国航天科技集团公司副总经理，国际宇航联副主席
- 陈卫（1984届）：机械工程专家，美国西北大学教授，美国国家工程院士、美国机械工程师学会会士
- 郭申元（1985届）：留美学者，哈佛大学医学院研究员，29岁时英年早逝
- 邱锂力：计算机科学家，微软亚洲研究院副院长，原德州大学奥斯汀分校计算机系教授[19]
- 谢国群：肿瘤科医生，上海中医药大学公共健康学院副院长

### 文史经济界
- 胡立猷（1906届）：会计学家，原交通大学京校首席教授、渝校代理校长
- 陈源（1910届）：文学家，原武汉大学文学院院长，中华民国驻联合国教科文组织首任代表
- 朱东润（1910届）：传记文学家、文学史家，中国现代传记文学的开拓者，原复旦大学中文系主任
- 邹韬奋（1913届）：中国知名记者、出版家
- 杜定友（1914届）：图书馆学家，中国近代图书馆事业的开拓者之一
- 唐庆增（1917届）：经济思想史家，交通大学校长唐文治之子
- 费巩（1918届）：浙江大学著名教授、浙大训导长
- 傅雷（1920年入读）：知名文学翻译家
- 吴达元（1925届）：语言学家、翻译家，原清华大学、北京大学教授
- 张仲礼（1929年入读）：经济学家，原上海社会科学院院长
- 周联华（1932年入读）：台湾知名神学家
- 苏绍智（1941届）：普林斯顿中国学社主席，原中国社会科学院马列研究所所长
- 华严（1944届）：台湾知名作家，严复孙女，辜严倬云之妹
- 白先勇（1947年入读）：台湾作家，白崇禧之子
- 夏禹龙（1946届）：上海社会科学院副院长
- 袁先禄（1946届）：原《人民日报》海外版总编辑，曾任驻巴基斯坦、美国、香港首席记者
- 厉以宁（1947届）：经济学家，北京大学光华管理学院院长
- 陈启懋（1947届）：国际关系问题专家，原上海国际问题研究所所长
- 周尔鎏（1948届）：社会学教授，原北京大学副校长，周恩来之侄
- 程怀澄（1948届）：原《星岛日报》美西版总编辑
- 陶本一：原山西师范大学校长、《语文报》创始人
- 陈启能（1952届）：历史学家，中国社会科学院荣誉学部委员
- 赵遐秋（1953届）：作家，中国人民大学教授，凤凰卫视主持曾子墨之母
- 周慧珺（1958届）：书法家，上海市书法家协会主席、中国书法家协会副主席
- 張旭東（1982届）：文學批評家，政治理論家，杜克大學比較文學系博士，師從Fedric Jameson, 紐約大學比較文學系教授、東亞系系主任、北京大學教授

### 艺术体育界
- 戴麟经（1922届）：原中国国家足球队主教练
- 万津（1937届）：华裔摄影家，原加中友协联合会会长
- 张邦纶（1938届）：中国足坛名宿，著名足球门将
- 费明仪（1948届）：香港知名声乐家
- 周谅量（1950届）：表演艺术家，国家一级演员
- 王庆明（1951届）：画家，中国美术学院教授
- 孙岳（1952届）：京剧名家，工老生
- 魏纪中（1954届）：前中国奥委会秘书长、前中国奥委会副主席、2000年奥申委秘书长
- 魏宗万（1955届）：国家一级演员
- 胡芝风（1956届）：京剧演员，中国戏曲表演学会会长
- 潘一飞（1957届）：原中央音乐学院副院长
- 侯伯治（1958届）：加拿大华裔小提琴家，多伦多华人艺术家中心理事长
- 胡祖荣（1960届）：撑竿跳高运动员，曾五次打破全国纪录，中国伤残人体育协会副主席
- 左贞观（1963届）：俄罗斯华裔作曲家，俄罗斯爱乐乐团团长
- 张大维（1966届）：原中国男篮队长、中国女篮主教练
- 高建进（1967届）：音乐教育家，中央音乐学院音乐教育学系主任，校友李源潮的夫人
- 庞敏（1973届）：演员，原八一电影制片厂生产部主任[20]
- 严晓频（1982届）：影视演员
- 顾巍（1988届）：瑞典华裔舞蹈家，医学博士
- 阎华（1997届）：上海东方卫视主持人
- 姚明（1999届）：NBA篮球明星，原休斯敦火箭队球员[21]
- 朱松玮（2015届）：CBA四川蓝鲸球员